# Triângulo amoroso do álbum Folklore
O triângulo amoroso do álbum Folklore (24 de julho de 2020) lançado pela artista musical estadunidense Taylor Swift é constituído por três canções do álbum com três perspectivas diferentes, em momentos diferentes da vida de três personagens fictícias. O triângulo amoroso contém as canções «Cardigan», o primeiro single do álbum, «August» e «Betty», o terceiro single.

## August
"August"  foi escrita por Taylor Swift  e por Jack Antonoff e produzida pelos mesmos com a adição de Joe Alwyn. A música é uma balada derivada de indie rock com influência de folk alternativo e de pop rock. "August", cronologicamente, é a primeira do triângulo amoroso, sendo contada no final do verão. Segundo Swift, o objetivo desta faixa é mostrar a perspetiva da rapariga que se apaixona por James durante o verão embora ele esteja num relacionamento com Betty; e de deitar a baixo a concessão de que existe uma rapariga que pode tirar o namorado a outra. Na realidade, a protagonista de "August" apaixonou-se realmente por James e só quer que ele goste dela de volta.

## Betty
"Betty " foi escrita por Swift e por Joe Alwyn, inicialmente creditado sob o pseudómino William Bowery combinando elementos de country e de folk rock. "Betty " é o terceiro single do álbum, lançado a 17 de agosto pela Republic Records, mas dentro da história do triângulo amoroso é considerada a segunda faixa, sendo que é contada do ponto de vista de James no regresso às aulas. Nesta música James está a tentar arranjar as palavras certas para pedir desculpa a Betty, pois traiu-a durante o verão com a protagonista de "August".

## Cardigan
A gravação desta faixa ocorreu em 2020 durante a quarentena devido à pandemia do COVID-19 nos estúdios Kitty Committee em Los Angeles e Long Pond em Hudson Valley. Foi depois dia 27 de julho de 2020 que foi lançado como o primeiro single pela Republic Records.
«Cardigan" foi escrita por Taylor Swift e pelo produtor Aaron Dessner. A canção tem um ritmo lento com influência de folk, indie rock e soft rock. É composta por piano e uma amostra de tambor, criando um ambiente sombrio e melancólico. 
As letras desta canção contam a história de uma mulher- Betty - a recordar a sua relação tumultuosa com James de quando eram jovens, vinte a trinta anos depois da traição do James. Pela canção conseguimos perceber que Betty e James namoravam, mas que num certo verão James decidiu ter uma relação amorosa com uma personagem feminina sem nome definido que para a cantora se chama «Augustine» ou «Augusta».  Embora tal tenha acontecido, na perspetiva de Swift, Betty e James acabam juntos. 

## Pontos de contacto entre as músicas
Swift e os co-produtores do álbum Folklore em 2020 decidiram gravar um documentário sobre o ábum (Folklore: The long pond studio sessions) dando explicações sobre os temas de cada música.
Na canção "August", a protagonista descreve momentos da relação de verão que teve com James:" Remember when I pulled up and said, "Get in the car", que são outra vez mencionados em "Betty": "She said "James, get in, let's drive"". Augustine descreve também um amor não correspondido: "Cause you weren't mine to lose" e "So much for summer love" que para James, quando vai falar com Betty, mostra que não foi amor de verão para ele apenas um caso: " In the garden would you trust me/ If I told you it was just a summer thing?". Em "cardigan", Betty mostra-se como uma pessoa matura, mesmo quando era mais nova: "When you are young, they assume you know nothing", enquanto que James utiliza a sua idade e imaturidade para desculpar-se do que fez: "I'm only 17, i don't know anything".